# Japanofobie in de Verenigde Staten
Dit artikel geeft een overzicht van japanofobie, de angst of haat voor Japan, Japanners en Japanse Amerikanen in de Verenigde Staten.

## Geschiedenis

### Chinese uitsluiting
Midden 19e eeuw vormden zich in de Verenigde Staten vooroordelen ten opzichte van Chinezen en bij uitbreiding van alle (Oost-)Aziaten. Chinezen maakten de oversteek naar Amerika, vooral naar de westkust, om er werk te vinden, maar andere groepen begonnen hen al snel uit te sluiten op basis van hun sociale klasse of hun waarden en normen. Chinese migranten kregen te maken met geweld en wettelijke discriminatie, zoals de Chinese Exclusion Act van 1882. In die periode werden Chinezen en breder Aziaten geassocieerd met een paranoïde en racistisch beeld van een anonieme massa Aziaten die de wereld gaan overnemen (het 'gele gevaar' of Yellow Peril).

### Japanofobie in de 19e eeuw
Precies omdat Chinezen niet langer gewenst waren, kwam eind 19e eeuw de veel kleinschaligere migratie uit Japan naar de westkust op gang. Al snel viel hen dezelfde discriminatie ten deel als de Chinezen en kwamen er gelijkaardige stereotiepen en vooroordelen tot stand. In 1893 werd voor Chinese en Japanse kinderen rassensegregatie in de scholen van San Francisco opgelegd, een maatregel die na een diplomatische interventie werd ingetrokken. In 1900 gingen er stemmen op om naast de Chinezen ook de Japanners op te nemen in een nieuwe Chinese Exclusion Act, maar dat voorstel genoot weinig steun.

### Anti-Japanse beweging: eerste golf
Na de Russisch-Japanse Oorlog van 1904–1905 ontstond er in de Verenigde Staten, en in het bijzonder in Californië, een georganiseerde anti-Japanse beweging. Er verscheen negatieve pers vol raciale stereotiepen in de kranten van San Francisco. In mei 1905 werd de Asiatic Exclusion League opgericht. In 1906 besloot San Francisco opnieuw dat kinderen van Japanse origine – hoewel het er niet veel waren – naar aparte scholen moesten. In 1907 sloten de Verenigde Staten en Japan een informele overeenkomst om de migratie in te perken. Wel zou gezinshereniging toegestaan blijven en zouden Japanse consulaten meer ruimte krijgen om hun landgenoten bij te staan.
De anti-Japanse beweging genoot onder andere de steun van vakbonden en progressieve politici, die de Japanners voorstelden als de oorzaak van werkloosheid onder witte arbeiders. In 1913 stemde Californië de Alien Land Law, die Japanse migranten verbood om land te bezitten of langdurig te leasen. De Japanse migratie viel stil, en daarmee ook de anti-Japanse hysterie.

### Anti-Japanse beweging: tweede golf
Na de Eerste Wereldoorlog was er aan de westkust een heropleving van japanofobie. De dreiging was niet langer de concurrentie van Japanse arbeidskrachten, maar meedogenloze agenten die Amerika infiltreren om economische dominantie te vestigen en witte vrouwen te ontvoeren. Niet de vakbonden maar de schandaalpers van Randolph Hearst, opportunistische politici zoals Hiram Johnson en James Phelan en nativistische organisaties zoals de Native Sons of the Golden West en de American Legion en landbouwersgroepen zoals de California State Grange gingen de beweging leiden. Ze vonden dat eerdere maatregelen gefaald hadden, omdat er nog altijd Japans-Amerikaanse boeren waren en de eerste generatie nu gezinnen stichtte. In verschillende dorpen in Californië en Oregon waren er incidenten waarbij Japanners werden verdreven. Hoewel de beweging voor het eerst te maken kreeg met verzet van niet-Japanners, voornamelijk van protestanten, zakenlui en vredesactivisten, wist ze enkele doelen te realiseren. In 1920 werd de Alien Land Law uitgebreid en in 1924 werd alle migratie uit Japan verboden (Immigration Act of 1924). In Japan werd hiertegen geprotesteerd op 1 juli: de nationale dag van vernedering. Het ergst vonden ze de gelijkstelling met Chinezen, die ze minachtten.
De tweede generatie (nisei) hun staatsburgerschap ontnemen, lukte de activisten echter niet.

### Tweede Wereldoorlog en internering

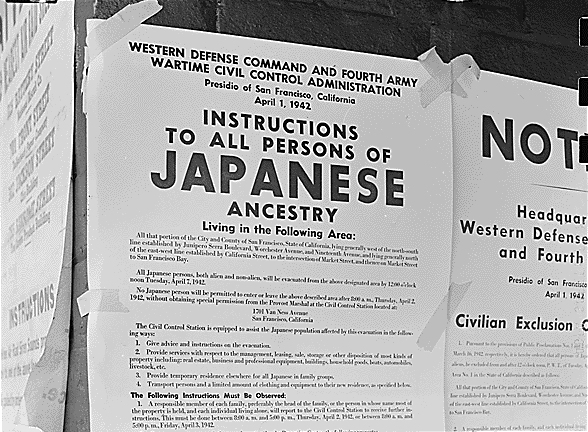
Aanplakbiljet in San Francisco in 1942 dat Japanse Amerikanen gebiedt te evacueren

Deze spotprent door Dr. Seuss voor de New Yorkse krant PM uit 1942 toont Japanse Amerikanen aan de westkust die zich klaarmaken om het Amerikaanse leger te saboteren.

De anti-Japanse beweging kwam ten einde in 1924. De slechte naam van Japan bleef, onder andere door het Mantsjoerije-incident en de Japanse oorlogsmisdaden, zoals het Bloedbad van Nanking. Na de Aanval op Pearl Harbor bereikte het wantrouwen een hoogtepunt. In opdracht van president Franklin D. Roosevelt interneerde de overheid zo'n 120.000 Japanse Amerikanen in concentratiekampen. 62% waren staatsburgers. Eind 1944 werden de maatregelen ongedaan gemaakt, maar het laatste kamp sloot pas in 1946. Volgens historici werden de opsluiting van Japanse Amerikanen alsook de oorlog met Japan, met massale bombardementen en uiteindelijk twee atoombommen, mee mogelijk gemaakt doordat de anti-Japanse beweging van begin 20e eeuw Japanners systematisch ontmenselijkt had.
Tijdens de Tweede Wereldoorlog werd anti-Japanse oorlogspropaganda geproduceerd die onder andere voortbouwde op bestaande stereotypen. Neerbuigende termen als Jap en Nip raakten snel ingeburgerd. In spotprenten, populaire muziek en (animatie)films werden Japanners voorgesteld als een gevaarlijke anonieme massa, als domme, bijziende kinderen of beesten, of als verraderlijke fanatiekelingen.

### Na de Tweede Wereldoorlog
Tijdens het presidentschap van Ronald Reagan (1981–1989) was er een heropleving van de Yellow Peril-retoriek. Op het einde van zijn presidentschap was niet langer de Sovjet-Unie maar Japan de grootste bedreiging in de ogen van het Amerikaanse publiek. De japanofobie van de jaren 70, 80 en 90 had in de eerste plaats te maken met economische concurrentie tussen een almaar sterker Azië en de economische malaise in het Westen. Tezelfdertijd groeide er in het Westen een fascinatie en voorliefde voor de Japanse (populaire) cultuur (japanofilie).
Volgens een peiling van de BBC World Service in 2017 beschouwt 65% van de Amerikanen de invloed van Japan in de wereld als positief en 23% als negatief. Daarmee behoort de Verenigde Staten tot de landen met een eerder gunstig beeld van het land.
Tijdens de coronapandemie begin jaren 2020 werd er een opflakkering van racisme en geweld tegen mensen van Oost-Aziatische oorsprong gemeld. In september 2020 werd Tadataka Unno, een Japanse pianist, aangevallen in de metro van New York. Unno ontving na het voorval veel getuigenissen over gelijkaardige voorvallen.

## Populaire cultuur
Sinds het einde van de Tweede Wereldoorlog heeft Hollywood zich van allerlei racistische stereotypen bediend om Japanse personages uit te beelden. Tot in de jaren 60 werden de meeste rollen door witte acteurs vertolkt. Japanse personages werden complexer en gevarieerder in de jaren 70 en 80. De stereotypen voor Japanners lopen grotendeels gelijk met die voor Chinezen, en bouwen voort op een ouder oriëntalisme.